# جیمز لیپتون
جیمز لیپتون (انگلیسی: James Lipton؛ زادهٔ ۱۹ سپتامبر ۱۹۲۶ – درگذشته ۲ مارس ۲۰۲۰) یک هنرپیشه، فیلم‌نامه‌نویس، و شاعر اهل ایالات متحده آمریکا بود. وی از سال ۱۹۵۱ میلادی تا سال ۲۰۱۹ مشغول فعالیت بود.
از فیلم‌ها یا برنامه‌های تلویزیونی که وی در آن نقش داشته است می‌توان به ایگور و دختر طرفدار اشاره کرد.